# The Stag’s Head (паб)
The Stag’s Head (англ. The Stag’s Head [стэ́гс хэ́д], в переводе на русский язык — Оленья голова) — традиционный ирландский паб с интерьерами викторианской эпохи на углу Дэйм-корт и Дэйм-лейн в Дублине.

## История
В 1780-х годах на месте современного паба находилась таверна, которая приобрела большую популярность в 1830-х годах под названием «Отель и таверна «Альбион» Джона Булла». Отчасти этому способствовало расположение заведения рядом с театральной зоной Дублина и модными магазинами на Дэйм-стрит и Колледж-грин, отчасти — местный мюзик-холл. За 1840-е — 1880-е годы таверна сменила несколько владельцев.
В 1890-х годах заведение приобрёл Джордж Тайсон, владелец предприятия по производству мужской одежды и галантереи на Графтон-стрит в Дублине. По его заказу архитектор Альфред Игнатиус Макглэфлин на месте прежнего здания построил викторианский паб — первый паб в Дублине с электрическим освещением. Торжественное открытие заведения состоялось в мае 1894 года. Имя его первого владельца — Джорджа Тайсона было выбито на часах снаружи здания. Кроме интерьеров, о викторианской эпохе напоминает малая гостиная за баром, которая ранее служила курительной комнатой.
В 2005 году паб приобрела компания «Луис Фиджеральд Гроуп» за 5,8 миллионов евро. Руководство компании внесло некоторые изменения в интерьеры здания, например, в баре установили телевизор.

## В культуре
Паб «Оленья голова» неоднократно предоставлял интерьеры для съёмок фильмов. Заведение можно увидеть в фильмах «Неважный человек» (1994) с Альбертом Финни в главной роли и «Воспитание Риты» (1983) с Майклом Кейном и Джули Уолтерс в главных ролях. В феврале 2014 года в пабе проходила съёмка телевизионного сериала «Грошовые ужасы».